# Стандардни модел
Стандардни модел је теорија у физици елементарних честица која успјешно описује три од четири фундаменталне интеракције између елементарних честица од којих се састоји сва позната материја: електромагнетизам, те јаку и слабу нуклеарну интеракцију. Он обухвата велики скуп честица: кваркове, глуоне, лептоне, W-бозоне и Z-бозоне и Хигсове честице. То је квантна теорија поља усклађена с квантном механиком и теоријом релативности и до сада је потврђена предвиђањем резултата готово свих експеримената у којима делују три фундаменталне интеракције. Стандардни модел није комплетна теорија, јер не укључује гравитацију, а такође зависи и од низа експериментално добијених параметара (масе честица и константе везања/спреге) који се не могу добити из саме теорије.
Стандардни модел је развијен током друге половине 20. века, као колаборативни подухват научника широм света. Садашња формулација завршена средином 1970-тих након експериментне потврде постојања кваркова. Од тог времена, открића вршни кварк (1995), тау неутрина (2000), и недавно Хигсовог бозона (2013), су повећали кредибилност стандардног модела. Због његовог успешног објашњавања широког опсега експерименталних резултата, Стандардни модел се понекад сматра „теоријом скоро свега“. Стандардни модел не може бити теорија свега јер: у њој се гравитација не помиње, има деветнаест слободних параметара, који морају ручно да се подесе, има три идентичне генерације кваркова и лептона које су излишне. Стандардни модел се може уградити у ГУТ теорију и у теорију струна, али за сада нису доступни експериментални докази тих теорија.
Иако се верује да је стандардни модел теоретски самодостатан и да је показао огромне успехе у пружању експерименталних предвиђања, он оставља неке од феномена необјашњеним и не представља комплетну теорију фундаменталних интеракција. Он у потпуности не објашњава барионску асиметрију, инкорпорира целокупну теорију гравитације као што је описана општом релативношћу, нити објашњава убрзавајуће ширење свемира као што се може описати помоћу тамне енергије. Модел не садржи било какву одрживу честицу тамне материје која поседује сва од неопходних својстава изведених из космолошких опажања. Он исто тако не инкорпорира неутринске осцилације и њихове масе које су различите од нуле.

## Историја
Стандардни модел је почео да се развија током друге половине 20. века, од стране већег броја научника широм света, пре него што се дошло до његове садашње формулације средином 1970-тих.
Године 1954, научници Чен Нинг Јанг и Роберт Милс су поставили темеље за Јанг-Милс теорију, проширивши концепт гејџ теорије за абелове групе (заправо, квантна електродинамика), на неабелове групе, чиме су дали објашњење за рад јаке интеракције. Током 1960-тих, било је још покушаја комбиновања и проналажења бољих објашњења за механизме радова елементарних интеракција. Године 1961, амерички физичар Шелдон Глашоу је успео да обједини електромагнетну и слабу интеракцију у једну, добивши модел електрослабе интеракције. Шест година касније, физичари Стивен Вајнберг и Абдус Салам су објединили Хигсов механизам, развијен неколико година раније, у Глашовов модел електрослабе интеракције, чиме је настала данашња форма тог модела. Ово је било од великог значаја, јер је Хигсов механизам преко спонтаног рушења симетрије успео да објасни стварање маса код свих честица Стандардног модела, односно био одговоран за стварање маса честицама у гејџ (баждарним) теоријама, а тиме и за W и Z бозоне.
Осим тога, 1964. године су Гел-Ман и Цвајг независно предложили модел кваркова. Њихова хипозеза се базирала на томе да су хадрони састављени од три кварка и антикваркова, чиме је омогућено разумевање њихових квантних бројева и спектара маса у контексту одговарајуће SU(3) симетрије флејвора. Ипак, тада је још увек постојала недоумица да ли су овакви кваркови били само математички ентитети или стварне физичке честице.
У периоду након тога, Хофт и Велтман су доказали да су неабеловске гејџ теорије ренормализабилне, а Грос, Вилчек и Полицер су открили асимптотску слободу. Захваљујући свему овоме, 1973. године је суштински формулисан стандардни модел теорије честица.
Након открића неутралних слабих струја изазваних од стране Z бозона у ЦЕРН-у 1973. године, електрослаба теорија је постала нашироко прихваћена и Глашов, Салам и Вајнберг су за то добили Нобелову награду за физику 1979. године.

## Преглед
Стандардни модел теорије честица је представљен преко три гејџ теорије поља, а то су SU(3) x SU(2) x U(1). Овај модел има неколико кључних карактеристика, а неке од њих су следеће:
- Симетрије у овој теорији, као и теорији честица уопште, играју централне улоге и деле се на глобалне и локалне симетрије[8]
- Како се ради о теорији елементарних честица, он обједињује релативистичку и квантну механику, те је тиме базиран на квантној теорији поља[9]
- Уводи "трчеће спреге" (running couplings) независних од скала, путем регуларизације дивергентних квантних корекција и ренормализационе процедуре[9]
- Електромагнента, слаба и јака интеракција су објашњене користећи локалне симетрије и описане од стране абелових и неабеловских гејџ теорија[6][9]
- Масе свих честица су генерисане путем два механизма: конфајнмента и спонтаног рушења симетрије[9]

Стандардни модел веома добро категоризује готово све до сада откривене елементарне честице и све елементарне интеракције сем гравитационе, у један јединствени модел, чиме су усаглашене све теорије које га чине.

### Категоризација честица
Елементарне честице се према стандардном моделу могу поделити на фермионе и бозоне.

#### Фермиони
Фермиони су честице које подлежу Ферми-Дираковој статистици и имају половичан спин (1/2, 3/2 и слично). Као последица Паулијевог принципа искључења, фермиони могу да заузимају само једно одређено квантно стање у неком времену, те се најчешће фермиони везују за појам материје.
Стандардни модел препознаје 24 различита фермиона, који се могу груписати у два типа. То су кваркови и лептони.
Кваркови се даље деле на шест врста, односно флејвора или укуса, (up, down, strange, charm, top, bottom), а исто важи и за лептоне (електрон, електрон-неутрино, мион, мион-неутрино, тау, тау-неутрино). Свака од ових врста има одговарајућу античестицу (има исту масу и спин, као њен одговарајући тип, али супротне магнетне моменте и наелектрисања). Надаље, парови одговарајућих типова формирају по три генерације честица (погледати слику са почетка чланка).
Са друге стране, математички гледано, суштински постоје три типова фермиона:
- Вејлови фермиони (безмасеони)
- Диракови фермиони (имају масу)
- Мајорана фермиони (свака честица је самој себи античестица)

Верује се да су већина фермиона стандардног модела заправо Диракови фермиони, за које се испоставило да се могу третирати као комбинација два Вејлова фермиона.

#### Бозони
Бозони су честице које подлежу Боз-Ајнштајновој статистици. У стандардном моделу, бозони су гејџ бозони са целобројним спином, и одговорни су за преношење елементарних сила. Они су посредници у јакој, слабој и електромагнетној интеракцији.
Гејџ бозони стандардног модела се могу поделити у више група, у зависности од интеракције за коју су заслужни. Тако постоје:
- Фотони који су заслужни за електромагнетну интеракцију између електрично наелектрисаних честица и који су описани квантном електродинамиком[9][12]
- W и Z бозони саслужни за слабу интеракцију између честица различитих флејвора (укуса), односно кваркова и лептона[9][12]
- Осам типова глуона, заслужних за јаку интеракцију између колорно (боја) наелектрисаних честица, односно кваркова, описани квантном хромодинамиком[9][12]

Додатно, постоји и масивни скаларни бозон назван хигсов бозон. Он је кључни играч у Хигсовом механизму, где се кроз спонатно рушење симетрије стварају масе за гејџове бозоне и фермионе, без икаквог нарушавања гејџ инваријансе.

## Теоријски аспекти
У следећем сегменту ће бити укратко описани најбитнији теоријски аспекти стандардног модела.

### Уопштено
Стандардном моделу математички радни оквир омогућује кватна теорија поља, која је настала као последица свођења релативистичке класичне теорије поља у квантни оквир, где се преко Лагранжијана контролише динамика и кинематика ове теорије.
Као што је речено, стандардни модел јесте гејџ теорија, али за разлику од квантне електродинамике, уместо просте абелове групе U(1), он користи неабеловску SU(3) x SU(2) x U(1) групу која представља локалну гејџ симетрију, наспрам глобалне Пионикареове симетрије која је постулирана за све релативистичке квантне теорије поља.
Једна од главних идеја јесте инкорпорирање свих теорија које описују елементарне интеракције природе у једну усаглашену јединствену теорију. Ово је успешно постигнуто коришћењем модела преко којих се елементарне интеракције представљене као интеракције између честица материје, фермиона, и бозона који су преносиоци тих интеракција. На основу овога, могуће је стандардни модел посматрати и кроз секторе, попут електрослабог сектора који описује електромагнетну и слабу интеракцију, и квантнохромодинамичког сектора који се, користећи квантну хромодинамику, описује јаку интеракцију. Једина интеракција која није успешно описана стандардним моделом, од четири основних интеракција, односно сила иза којих стоје, јесте гравитација.

### Симетрије
Централну улогу у овој теорији играју и симетрије. Као што је споменуто, постоје глобалне и локалне симетрије. Глобалне симетрије се најчешће само апроксимирају, док су локалне симетрије егзактне, и захтевају постојање гејџ поља. Како свет није у потпуности симетричан, стандардни модел се користи појавом рушењасиметрија. Појам рушења симетрије је појава у којој изразито мале флуктуације које дејствују на систем пређу неку критичну тачку после чега систем пређе у потпуно друге фазе, при чему му се симетрија наруши. Овај механизам је од великог значаја за многе ствари у стандардном моделу, попут споменутог Хигсовог механизма. Ипак, гејџ инваријатност јесте локална гејџ симетрија која је одржана у свим случајевима.
Једни од веома значајних форми рушења симетрије јесу експлицитно и спонатно рушење симетрије.
Експлицитно рушење симетрије је најпростија форма, која се остварује захваљујући не-инваријантним члановима у Лагранжијану (у квантној теорији поља се често подразумева, под овим термином, његова густина). Чак и квантизација класичне теорије поља (један од битних поступака у добијању квантног поља преко његовог одговарајућег описа у класичној механици) може довести до експлицитног рушења симетрије.
Са друге стране, спонтано рушење симетрије је веома интересантна форма због свог динамичног ефекта. За пример се могу узети пиони. Када се континуирана глобална симетрија прекине спонтано, појављују се Голдстоунови бозони који су без масе. Ако се додатно нађе и слабо експлицитно рушење симетрије, тада ови бозони добијају мале масе.

### УВ дивергенције, регуларизација и ренормализација
Како кватне теорије имају констатни број основних степена слободе поља повезаним са сваком тачком у простору, у континуираном простору се долази до тога да овај број постаје непребројиво велики. Иако ово није проблем у класичним теоријама поља, где су решења једначина поља глатке функције простора и времена, квантна поља подлежу насилним флуктуацијама које доводе до инфрацрвене дивергенције (УВ дивергенција).
Узмимо, на пример, реално скаларно поље и да важи да за његов Хамилтонијан имамо:
{\displaystyle H=\int d^{3}xT^{00}=\int d^{3}x(\pi ^{2}/2+(\nabla \psi )^{2})/2+m^{2}\psi ^{2}/2)=\left({\frac {1}{2}}\right)\int d^{3}pE_{p}[a(p)a^{\dagger }(p)+a^{\dagger }(p)a(p)]}
где су a(p) и a^+ (p) креациони, односно анихалациони оператори који задовољавају бозонске комутационе релације:
{\displaystyle [a(k),a^{\dagger }(q)]=\delta ^{(3)}(k-q)}
{\displaystyle [a(k),a(q)]=0}
{\displaystyle [a^{\dagger }(k),a^{\dagger }(q)]=0}
Из ових релација, заменом у Хамилтонијан горе, добија се:
{\displaystyle H=\int d^{3}pE_{p}[a^{\dagger }(p)a(p)+\delta ^{(3)}(0)/2]}
Овај други сабирак у интегралу Хамилтонијана је, због особина диракове делта функције, бесконачан и тиме добијамо да је Хамилтонијан слободног скаларног поља сума бесконачно много енергија хармонијских осцилатора. Ипак, како је у квантној теорији поља од значаја разлика између енергија, ова бесконачна константа се може игнорисати као вакуумска енергија.
Због УВ дивергенција и сличних појава су развијени поступци попут регуларизације и ренормализације.
Регуларизација јесте поступак којим се параметризује осетљивост на малим дистанцама. То значи да се теорија делимично измени тако да буде добро дефинисана на дистанцама скале реда a (cutoff или одсецање), а да се преко тог параметра одсеку ефекти на енергетским скалама већим од њега. Постоје више врста регуларизација, попут димензионе регуларизације и регуларизације путем латиса.
На пример, УВ дивергенције су замењене са осетљивошћу према a, односно физичке величине дивергирају у лимесу када а тежи ка нули, са константним константама спреге.
Ренормализација је везана за регуларизацију путем латиса. У регуларзиацији путем латиса, простор-време је замењено 4-димензионом хипер-коцкастом мрежом са дискретним латисама одређеним својим тачкама. Величине а су размаци латиса, односно, дистанце између две суседне тачке латиса, делују као УВ одсецање (UV cutoff). Ипак, да би се добили смислени физички резултати, потребно је узети лимес када а тежи ка нули и видети понашање система. Ово се успешно ради путем тунирања (штимања) константи спрега у Лагранжијану на начин да физика на великим дистанцама у оваквом простору буде неосетљива на размаке латиса. Управо ова процедура јесте процедура ренормализације.

### Ренормализабилност
За стандардни модел постоји коначан број чланова његовог Лагранжијана који су довољни да уклоне УВ дивергенције. Када се у теоријама поља бесконачности појављују у коначном броју параметара теорије, онда се за њу каже да је ренормализабилна. Управо то важи и за стандардни модел.

### Квантнохромодинамички сектор
Као што је речено, стандардни модел, користећи квантну хромодинамику, дефинише интеракције између између осам типова глуона и шест типова кваркова, чиме даје адекватнан опис јаке интеракције.
Како је квантна хромодинамика базирана на неабеловској групи SU(3), долази се до занимљиве појаве: захтева се од самих гејџ поља да буду наелектрисани одговарајућим наелектрисањем, а тиме и до појаве самоинтеракције тог поља. У конкретном случају, овде је реч о глуонима који такође поседују колор наелектрисање (колор, односно боја је појам уведен да би се овај тип наелектрисања разликовао од електричног наелектрисања у електродинамици), те и они сами интереагују међу собом.
Лагранжијан (односно, његова густина) овог сектора је описан са:
{\displaystyle L_{QCD}=-\left({\frac {1}{4}}\right)G_{\mu \nu }^{a}G^{a\mu \nu }+\textstyle \sum _{f=1}^{6}({\bar {q}}_{f}i\gamma ^{\mu }(\partial _{\mu }+igG_{\mu })q_{f}-m_{f}{\bar {q_{f}}}q_{f})\displaystyle }
где први сабирак представља Лагранжијан за глуоне, а други део представља Лагранжијан за кваркове путем стандардне диракове једначине, где се посматра сума над свим флејворима кварка, док су m масе сваког од типова кваркова.

### Електрослаби сектор
Електромагнетна и слаба интеракција су описане путем јединственог модела електрослабе интеракције са групом симетрије U(1) x SU(2). Иако је квантна електродинамика која описује електромагнетну интеракцију једноставна абелова гејџ теорија, слабе интеракције су описане неабеловом гејџ теоријом. Додатно, слаба интеракција је присутна на малим даљинама. Симетрија U(1) x SU(2) бива срушена на U(1) захваљујући Хигсовом механизму.

#### Хигсов механизам
Сада ћемо демонстрирати Хигсов механизам. W ће представљати гејџ поља SU(2) симетрије, а B ће бити гејџ поље U(1) симетрије. Ако би смо посматрали електрослаби модел без Хигсовог механизма, дошли би смо до проблема. Као што је речено пре, гејџ инваријантност у стандардном моделу не сме бити нарушена. Као последица тога, W и B су безмасеони гејџ бозони, што имплицира да се ради о силама које дејствују на великим даљинама. Надаље, фермиони би били такође бесмасеони због гејџ инваријантности. Све ово имплицира да овакав модел није у складу са природом.
Начин да се ово разреши јесте Хигсов механизам. Уведимо сада комплексно скаларно поље које је дублет под симетријом SU(2) са хипернабојем -1/2 и четири реална степена слободе. Битна одлика оваквког Хигсовог поља јесте његов потенцијал (члан иза првог минуса следећег израза), који је функција у облику "мексичког шешира":
{\displaystyle L=(D_{\mu }\Phi )^{\dagger }(D^{\mu }\Phi )-(-\mu ^{2}\Phi ^{\dagger }\Phi +\lambda (\Phi ^{\dagger }\Phi )^{2}/2),D_{\mu }\Phi =(\partial _{\mu }+igW_{\mu }-g^{'}B_{\mu }/2)\Phi }
Овде важи {\displaystyle \mu ^{2}>0} . Овако дефинисан потенцијал има минимум даље од центра, на {\displaystyle \Phi ^{\dagger }\Phi =\nu ^{2}=\mu ^{2}/\lambda } . У вакууму, Хигсово поље се спонтано смешта на овај минимум, и управо то одступање од координатног почетка јесте спонатно рушење симетрије потенцијала овог поља. Како је речено да је потребно задржати гејџ инваријантност, потребно је подесити да Хигсово поље буде следеће форме, која се често назива и унитарни гејџ:
{\displaystyle \Phi ={\begin{pmatrix}\nu +H(x)/{\sqrt {2}}\\0\end{pmatrix}},H=H^{*}}
Сада, одабриом оваквог гејџа и његовим враћањем у горњи Лагранжијан уз сређивање, добија се израз који описује, поред сабирка везаног за вакуумску енергију и самоинтеракција горњег реалног скаларног поља H, и сабирак који описује масе векторских бозона, односно једног безмасеоног бозона (идентификован као фотон) и три масивна бозона (позитивно и негативно наелектрисани W и неутралан Z бозон).
Овим смо добили механизам генерисања масе у електрослабој теорији, што је једна од кључних компоненти стандардног модела уопште.

## Експерименталне потврде
Као што је речено раније, овај модел је доживео велики број експерименталних потврда, попут:
- открића неутралних струја 1973.[9]
- открића глуона 1979.[9]
- открића W и Z бозона 1983.[9]
- открића Хигсовог бозона (ЦЕРН) 2013. године, које представља врхунски успех стандардног модела[16]

## Изазови и теорије изван стандардног модела
Иако је овај модел успешно инкорпорирао велики број теорија и описао три елементарне интеракције, као и многе друге механизме, он још увек није описао целу физику на квантном нивоу. Ово су само неки од кључних проблема које стандардни модел није успео да реши. Због тога су потребне и теорије "изван" стандардног модела.

### Проблем квантне гравитације
Опис гравитације на квантном нивоу јесте један од највећих нерешених проблема данашње физике. Проналажење одговарајућег и тачног формализма који би уклопио и усагласио описе свих основних интеракција у природи би била такозвана Теорија свега. На "великом", "неквантном нивоу," гравитација је успешно описана општим релативитетом, уз њене многобројне експерименталне потврде. Ипак, стандардни методи квантизације постају неуспешни када се покушава њихово деловање над општим релативитетом. Главни разлог је што такав модел није ренормализабилан на квантном нивоу. Са овиме иде и проблем хијерархије гравитације, односно зашто је гравитација изразито много слабија од других интеракција.
Неки од могућих кандидата за ову теорију су теорија струна, гравитација кватних петљи, узрочни скупови и други.

### Проблем хијерархије електрослабе теорије
Проблем хијерархије електрослабе теорије јесте проблем везан за чињеницу да електрослаба теорија не објашњава адекватно како енергетска скала до које она ради ("слаба скала") од приближно 100 GeV даје додатну, више фундаменталну теорију на већим енергетским скалама.

### Бариогенеза и други космолошки проблеми
Како не постоји адекватан опис гравитације на квантном нивоу, тиме не постоје ни адекватна решења за космолошке проблеме попут бариогенезе. Проблем бариогенезе јесте чињеница да, при стварању бариона (композитна честица која се састоји од непарног броја кваркова, најмање 3) иако би број честица антиматерије и материје требало да буде исти, то у природи није тако, јер честица материје има далеко више него честица антиматерије. На ово стандардни модел није успео да да одговор.
Додатно, стандардни модел није конзистентан са Ламбда-ЦДМ моделом космологије.

### Осцилације неутрина
Осцилације неутрина су појава да неутрини прелазе из једне врсте у другу, услед добијања одређене мале масе. Ова појава је предложена као решење проблема соларних неутрина који је био значајан за физику честица у другој половини 20. века.
По стандардном моделу постоје три врсте неутрина, и тада се сматрало да неутрини не могу да мењају своју врсту и да немају масу. Ипак, овакве претпоставке нису давале добре резултате, јер је експериментално утврђено да не одговарају флуксу неутрина које емитује Сунце.
Ово је довело до низа предлога могућих решења, међу којима је био и предлог да неутрини заправо имају малу масу. То би за последицу имало то да неутрини могу да мењају своју врсту (осцилирају из једне врсте у другу). Касније, 1998. године, добијен снажан доказ за осцилације неутрина од стране Супер-Камикозе колаборацији у Јапану. Ипак, стандардни модел није дао адекватно објашњење механизма осцилације неутрина.